# 귀두지
귀두지 또는 치구(恥垢) 또는 스메그마(영어: smegma) 또는 음핵귀두지(smegma clitoridis)는 오줌이나 정액, 바르톨린 선의 잔류 분비물등이 성기 주변에 쌓여서 생기는 노폐물이다. 남성은 귀두 아래의 오목한 부분에 여성은 음핵 주변에 잘 생긴다. 모든 포유류의 암수에 일반적이다. 귀두지의 생성에는 미코박테리움 스메그마티스라는 세균이 관여하는 것으로 알려져 있다.

## 용어
그리스어의 σμήγμα에서 유래하였다. 속성상 많은 속어나 은어를 가지고 있으며, 비속어에도 종종 사용된다. 일례로 한국에서는 좆밥, 영어에서는 dick cheese,dick butter등의 말을 쓴다. 한자어로는 치구(恥垢)라고 부른다.

## 인간의 귀두지
남성의 경우에는 음경의 포피와 귀두 사이에 오줌, 정액, 바르톨린 선의 잔류 분비물 등이 쌓여서 생기는 끈적한 물질이고 여성의 경우에는 음핵 주변이나 소음순 내부에 생기며 독특한 냄새를 풍긴다.

### 여성

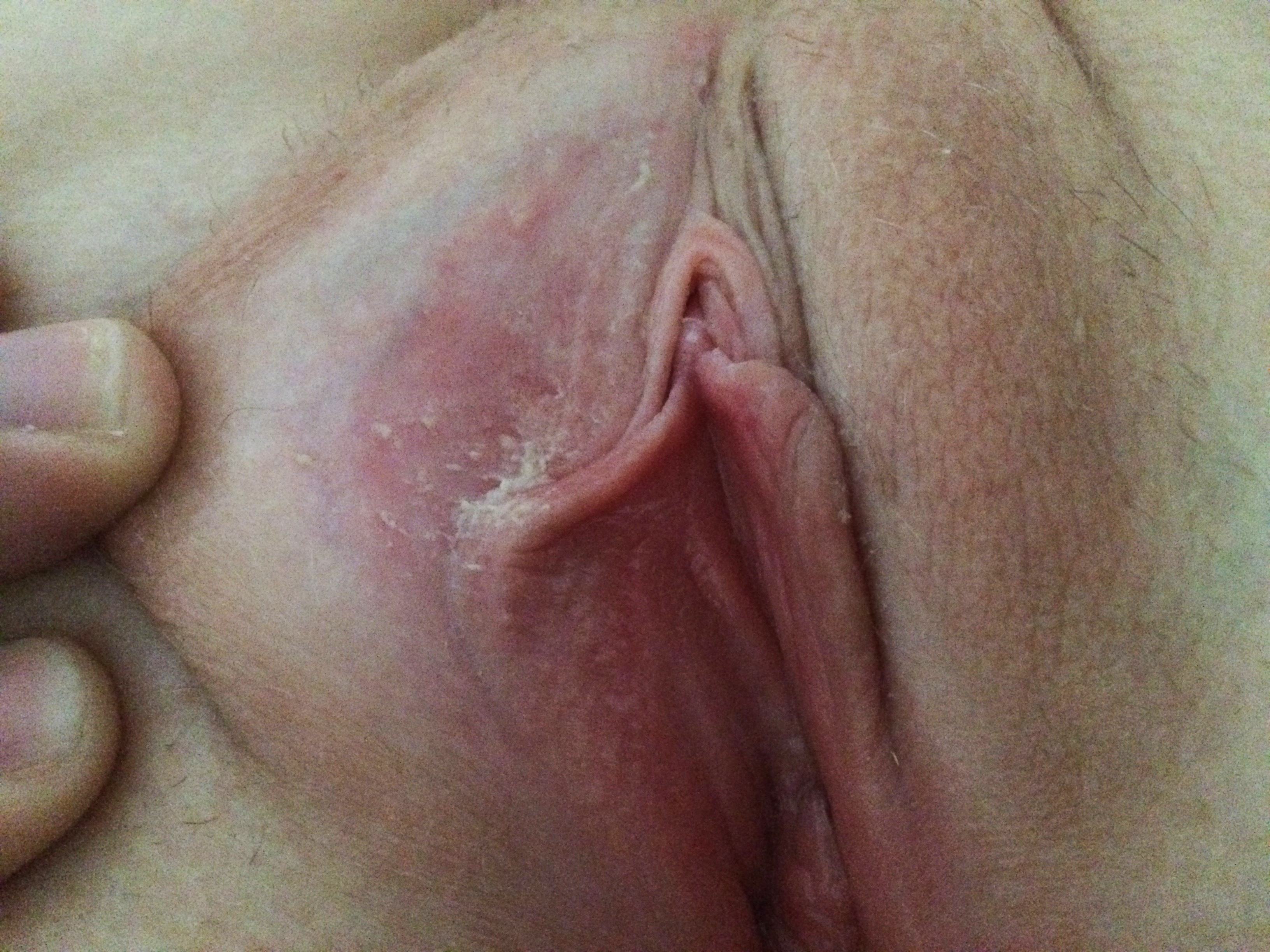
음순 사이에 눈에 띄는 귀두지가 있는 인간의 음문

### 남성

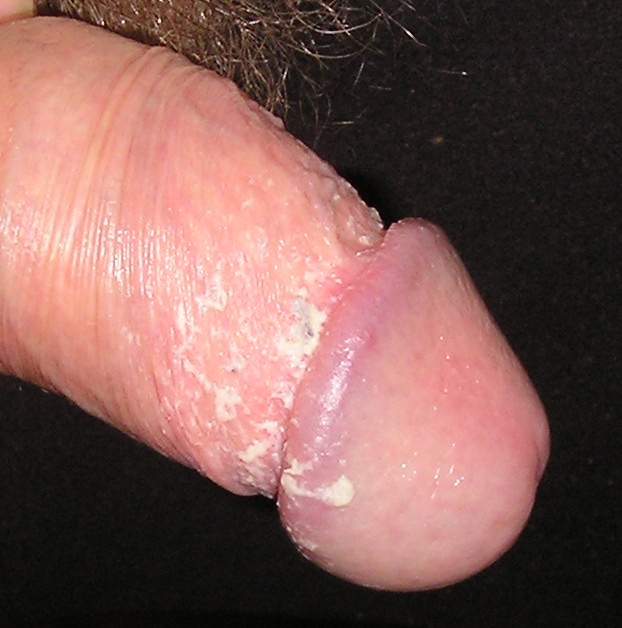
귀두 뒤에 눈에 보이는 귀두지가 있는 인간의 음경

남성 성기의 치구는 포경수술하지 않은 상태에서 생기기 쉬우며, 귀두를 둘러싸고 있는 포피를 일부러 뒤집어서 씻어주지 않는 한 남아있기 때문에 골칫거리 중 하나이다. 이것의 존재를 모르는 남자들이 어느 날 우연히 포피를 뒤집었다가 역한 냄새와 함께 모습을 드러내는 샛노란색 때뭉치들에 기겁하는 경우가 많다. 치구는 주로 노란계통의 때가 귀두에 점점히, 혹은 줄무늬처럼 여러줄로 뭉쳐있기 때문에 쉽게 분별할 수 있다. 신진대사가 활발한 사춘기 때 분비량이 많아지기도 한다. 치구도 당연히 사람에 따라 생성되는 양이 다르다.
될 수 있으면 자주 세척해주는 것이 좋으며, 소변의 암모니아나 점막의 분비물들과 결합하면 악취가 나게 되고 오랫동안 이를 제거해주지 않으면 악취는 더 심해진다. 치구를 오랫동안 청소하지 않고 그대로 두면 염증으로 인해 음경암으로까지 발전하기도 한다. 희귀한 케이스로 이 치구가 포피 안쪽의 쌓여있던 부분 밑으로 들어가 빼낼 수 없는 경우가 생기기도 한다. 남성이 포경수술을 하면 나름대로 편리해진다고 하는 근거 중 하나가 치구의 감소이다.
남성의 경우 귀두지가 생성되는 부위와 음경 주위를 씻으면 된다. 여성의 경우 클리토리스의 개부 부분을 부드럽게 씻고 되돌려 놓아야 한다. 극단적으로 고약한 냄새는 심각한 의학적 문제의 징조이거나, 대인관계에 문제를 유발할 수 있기 때문에 이 문제는 방향제나 탈취제의 사용이 어느 정도 효과적이다.

## 기타 동물

### 포유류의 귀두지
건강한 포유류의 경우, 귀두지는 성기의 윤활과 청결을 돕는 역할을 한다. 수의학에서 귀두지의 관찰은 비뇨기계통의 질병(특히 트리코모나스증)의 감염여부를 아는 데 지대한 역할을 한다. 일부 전문가들은 가축의 건강을 위해 귀두지의 정기적인 제거를 권하고 있다.

## 같이 보기
- 할례(포경수술)

## 참고 문헌
- Parkash S, et al. Human subpreputial collection: its nature and formation. J Urol 1973;110:211-212.
- Wright, Joyce (September 1970). "How smegma serves the penis: Nature's assurance that the uncircumcised glans penis will function smoothly is provided by smegma.". Sexology (New York) 37 (2): 50-53.
- Van Howe Rs, et al. The carcinogenicity of smegma: debunking a myth. J Eur Acad Dermatol Venereol 2006;20:1046-1054.
- "Risk Factors for Penile Cancer". American Cancer Society. July 2008.